# Andrena ornata
Andrena ornata är en biart som beskrevs av Morawitz 1866. Andrena ornata ingår i släktet sandbin, och familjen grävbin. Inga underarter finns listade i Catalogue of Life.